# 小行星14571
小行星14571（14571 Caralexander）是一颗绕太阳运转的小行星，为主小行星带小行星。该小行星于1998年8月17日发现。

## 轨道参数
小行星14571的轨道半长轴为2.5924497 UA，离心率为0.156。